# Laposhasú acsafélék
A laposhasú acsafélék (Libelluloidea) a rovarok (Insecta) osztályában a szitakötők (Odonata) rendjének egyik öregcsaládja négy családdal.